# Награда Сатурн за најбољи филм независне продукције
Награда Сатурн за најбољи филм независне продукције се додељује од 2012. године, што је чини једном најмлађих категорије ове награде. На до сада последњој одржаној додели Сатурна, награђен је научнофантастични филм Сусрет.
Следи списак награђених филмова по годинама:
| Година   | Филм                      |
| -------- | ------------------------- |
| 2012.    | Килер Џо                  |
| 2013.    | Дванаест година ропства   |
| 2014.    | Ритам лудила              |
| 2015.    | Соба                      |
| 2016.    | Ла Ла Ленд                |
| 2017.    | Чудо                      |
| 2018/19. | Менди                     |
| 2019/20. | Сусрет                    |
| 2021/22. | Клон                      |
| 2022/23. | Перл                      |
| 2023/24. | Late Night with the Devil |